# Carsten Wehlmann
Carsten „Wehle“ Wehlmann (* 27. Juni 1972 in Hamburg) ist ein ehemaliger deutscher Fußballtorwart und heutiger Funktionär. 

## Karriere

### Vereine
Seine Karriere begann er beim Eidelstedter SV, wo er bereits als Jugendlicher im Tor stand. Als Vorbilder nannte er Sepp Maier und Uli Stein. Wehlmann wechselte 1994 zum VfL 93 Hamburg. Von dort wechselte der gelernte Schifffahrtskaufmann im November 1995 zum FC St. Pauli, bei dem er zwischen 1997 und 2000 52 Spiele in der 2. Bundesliga bestritt. Zunächst stand er bei St. Pauli im Schatten von Klaus Thomforde, als sich dieser jedoch im Frühjahr 1999 schwer am Knie verletzte, wurde Wehlmann Stammtorwart der Hamburger und laut Einschätzung des Hamburger Abendblatts in dieser Zeit „einer der besten Zweitliga-Torhüter Deutschlands“. 2000 wechselte er für die nächsten eineinhalb Jahre zum Hamburger SV in die Bundesliga, blieb dort aber ohne Einsatz. Einem halbjährigen Gastspiel bei Hannover 96 in der zweiten Liga folgte eine halbe Saison beim HSV II in der Regionalliga Nord. Anfang 2003 wechselte er dann schließlich zum VfB Lübeck, bei dem er bis 2007 nochmal 19 Zweitliga- und 8 Regionalligaspiele absolvierte. Seine Spielerkarriere beendete er schließlich in der zweiten Mannschaft von St. Pauli. Wehlmann spielte insgesamt 74 Mal in der 2. Bundesliga und 75 Mal in der Regionalliga Nord.

### Funktionär
Von Oktober 2007 bis August 2009 war er als Leiter für Organisation und Infrastruktur bei der Qatar Stars League (QSL) in Katar tätig. Danach war er leitender Spielersichter bei Holstein Kiel und wurde am 15. Februar 2010 zum Torwarttrainer der Kieler berufen. 
Am 15. September 2018 wechselte er als Sportkoordinator zum SV Darmstadt 98. Am 18. Februar 2019 wurde er nach der Entlassung von Dirk Schuster zum Sportlichen Leiter beim SV Darmstadt 98 ernannt. Als erste Amtshandlung stellte er Dimitrios Grammozis als neuen Cheftrainer der Lilien vor. Nach dem Auslaufen des Vertrags von Grammozis, holte Wehlmann Markus Anfang als Trainer, der nach einer Saison vom SV Werder Bremen abgeworben wurde. Zur Saison 2021/22 wurde Torsten Lieberknecht Trainer, unter dem 2023 die Rückkehr in die Bundesliga gelang. Wehlmann reichte zum 31. März 2024 in Darmstadt seine Kündigung ein, woraufhin ihn der Verein Ende Dezember 2023 für die restliche Zeit von seinen Aufgaben freistellte.
Von März 2024 bis 18. April 2025 war Wehlmann Geschäftsführer Sport bei Holstein Kiel.

## Erfolge

### Hannover 96
- Deutscher Zweitligameister: 2001/02

## Privates
Wehlmann wurde als Sohn einer Krankenschwester und eines Kapitäns in Hamburg geboren. Er ist Vater einer Tochter. Wehlmann besuchte während seiner Zeit bei den Darmstädtern verschiedene Kurse an der Universität St. Gallen unter anderem im Bereich Verhandlungen. Während seiner Zeit als Spieler machte er bereits ein Praktikum bei einem Sportvermarkter und arbeitete für eine Spielersichtungsfirma.